# 20e étape du Tour de France 2017
Pour un article plus général, voir Tour de France 2017.
La 20e étape du Tour de France 2017 se déroule le samedi 22 juillet 2017 à Marseille, sur une distance de 22,5 kilomètres.

## Parcours
L'avant-dernière étape de ce Tour est un contre-la-montre individuel de 22,5 km tracé dans les rues de Marseille. Le départ et l'arrivée sont situés à l'intérieur du stade Vélodrome dans le 8e arrondissement. Il s'agit de la première fois depuis l'édition 1978 que le tour arrive dans un stade. La course prend ensuite la direction de l'Escale Borély via le boulevard Michelet et l'avenue du Prado. Le parcours longe ensuite la Corniche Kennedy jusqu'au Vieux-Port et l'esplanade du MuCEM. Les coureurs affrontent enfin une montée d'environ 1 km jusqu'à la basilique Notre-Dame-de-la-Garde avant de redescendre sur la Corniche via le chemin du Vallon de l'Oriol et se diriger vers l'arrivée.

## Déroulement de la course
Les commentateurs sportifs de France Télévisions déclarent avant le début du contre-la-montre que le leader Christopher Froome a largement de l'avance sur ses challengers, en plus d'être un spécialiste du contre-la-montre ce qui fait que le maillot jaune devrait lui revenir sauf accident, l'enjeu étant la deuxième place entre Romain Bardet et Rigoberto Urán,.

## Résultats

### Classement de l'étape
| \| Classement de l'étape \| Classement de l'étape \| Classement de l'étape \| Classement de l'étape \| Classement de l'étape \| \| Coureur \| Coureur \| Pays \| Équipe \| Temps \| \| --------------------- \| --------------------- \| --------------------- \| --------------------- \| --------------------- \| \| 1er \| Maciej Bodnar \| Pologne \| Bora-Hansgrohe \| 28 min 15 s \| \| 2e \| Michał Kwiatkowski \| Pologne \| Team Sky \| + 1 s \| \| 3e \| Christopher Froome \| Royaume-Uni \| Team Sky \| + 6 s \| \| 4e \| Tony Martin \| Allemagne \| Katusha-Alpecin \| + 14 s \| \| 5e \| Daryl Impey \| Afrique du Sud \| Orica-Scott \| + 20 s \| \| 6e \| Alberto Contador \| Espagne \| Trek-Segafredo \| + 21 s \| \| 7e \| Nikias Arndt \| Allemagne \| Team Sunweb \| + 28 s \| \| 8e \| Rigoberto Urán \| Colombie \| Cannondale-Drapac \| + 31 s \| \| 9e \| Stefan Küng \| Suisse \| BMC Racing Team \| + 34 s \| \| 10e \| Sylvain Chavanel \| France \| Direct Énergie \| + 37 s \| |                    |                |                   |             |
| |                    |                |                   |             |
| Source : ProCyclingStats |                    |                |                   |             |
| Classement de l'étape |                    |                |                   |             |
| Coureur | Coureur            | Pays           | Équipe            | Temps       |
| 1er | Maciej Bodnar      | Pologne        | Bora-Hansgrohe    | 28 min 15 s |
| 2e | Michał Kwiatkowski | Pologne        | Team Sky          | + 1 s       |
| 3e | Christopher Froome | Royaume-Uni    | Team Sky          | + 6 s       |
| 4e | Tony Martin        | Allemagne      | Katusha-Alpecin   | + 14 s      |
| 5e | Daryl Impey        | Afrique du Sud | Orica-Scott       | + 20 s      |
| 6e | Alberto Contador   | Espagne        | Trek-Segafredo    | + 21 s      |
| 7e | Nikias Arndt       | Allemagne      | Team Sunweb       | + 28 s      |
| 8e | Rigoberto Urán     | Colombie       | Cannondale-Drapac | + 31 s      |
| 9e | Stefan Küng        | Suisse         | BMC Racing Team   | + 34 s      |
| 10e | Sylvain Chavanel   | France         | Direct Énergie    | + 37 s      |

#### Classements aux points intermédiaires
| Classement intermédiaire no1 Palais du Pharo (km 10,2) | Classement intermédiaire no1 Palais du Pharo (km 10,2) | Classement intermédiaire no1 Palais du Pharo (km 10,2) | Classement intermédiaire no1 Palais du Pharo (km 10,2) | Classement intermédiaire no1 Palais du Pharo (km 10,2) |
|                                                        | Coureur                                                | Pays                                                   | Équipe                                                 | Temps                                                  |
| ------------------------------------------------------ | ------------------------------------------------------ | ------------------------------------------------------ | ------------------------------------------------------ | ------------------------------------------------------ |
| 1er                                                    | Michał Kwiatkowski                                     | Pologne                                                | Sky                                                    | en 11 min 53 s                                         |
| 2e                                                     | Christopher Froome                                     | Royaume-Uni                                            | Sky                                                    | + 2 s                                                  |
| 3e                                                     | Maciej Bodnar                                          | Pologne                                                | Bora-Hansgrohe                                         | + 6 s                                                  |
| 4e                                                     | Tony Martin                                            | Allemagne                                              | Katusha-Alpecin                                        | + 7 s                                                  |
| 5e                                                     | Jack Bauer                                             | Nouvelle-Zélande                                       | Quick-Step Floors                                      | + 12 s                                                 |
| 6e                                                     | Daryl Impey                                            | Afrique du Sud                                         | Orica-Scott                                            | + 12 s                                                 |
| 7e                                                     | Alberto Contador                                       | Espagne                                                | Trek-Segafredo                                         | + 13 s                                                 |
| 8e                                                     | Stefan Küng                                            | Suisse                                                 | BMC Racing                                             | + 16 s                                                 |
| 9e                                                     | Nikias Arndt                                           | Allemagne                                              | Sunweb                                                 | + 16 s                                                 |
| 10e                                                    | Sylvain Chavanel                                       | France                                                 | Direct Énergie                                         | + 18 s                                                 |
| modifier                                               |                                                        |                                                        |                                                        |                                                        |

| Classement intermédiaire no2 Notre-Dame de la Garde (km 15,6) | Classement intermédiaire no2 Notre-Dame de la Garde (km 15,6) | Classement intermédiaire no2 Notre-Dame de la Garde (km 15,6) | Classement intermédiaire no2 Notre-Dame de la Garde (km 15,6) | Classement intermédiaire no2 Notre-Dame de la Garde (km 15,6) |
|                                                               | Coureur                                                       | Pays                                                          | Équipe                                                        | Temps                                                         |
| ------------------------------------------------------------- | ------------------------------------------------------------- | ------------------------------------------------------------- | ------------------------------------------------------------- | ------------------------------------------------------------- |
| 1er                                                           | Michał Kwiatkowski                                            | Pologne                                                       | Sky                                                           | en 20 min 21 s                                                |
| 2e                                                            | Alberto Contador                                              | Espagne                                                       | Trek-Segafredo                                                | + 0 s                                                         |
| 3e                                                            | Maciej Bodnar                                                 | Pologne                                                       | Bora-Hansgrohe                                                | + 1 s                                                         |
| 4e                                                            | Christopher Froome                                            | Royaume-Uni                                                   | Sky                                                           | + 3 s                                                         |
| 5e                                                            | Daryl Impey                                                   | Afrique du Sud                                                | Orica-Scott                                                   | + 9 s                                                         |
| 6e                                                            | Tony Martin                                                   | Allemagne                                                     | Katusha-Alpecin                                               | + 15 s                                                        |
| 7e                                                            | Nikias Arndt                                                  | Allemagne                                                     | Sunweb                                                        | + 21 s                                                        |
| 8e                                                            | Rigoberto Urán                                                | Colombie                                                      | Cannondale-Drapac                                             | + 21 s                                                        |
| 9e                                                            | Sylvain Chavanel                                              | France                                                        | Direct Énergie                                                | + 26 s                                                        |
| 10e                                                           | Jasha Sütterlin                                               | Allemagne                                                     | Movistar                                                      | + 29 s                                                        |
| modifier                                                      |                                                               |                                                               |                                                               |                                                               |

### Points attribués
| \| Arrivée d'étape - Marseille (km 22,5) \| Arrivée d'étape - Marseille (km 22,5) \| Arrivée d'étape - Marseille (km 22,5) \| Arrivée d'étape - Marseille (km 22,5) \| Arrivée d'étape - Marseille (km 22,5) \| \| ------------------------------------- \| ------------------------------------- \| ------------------------------------- \| ------------------------------------- \| ------------------------------------- \| \| \| Coureur \| Pays \| Équipe \| Point(s) \| \| 1er \| Maciej Bodnar \| Pologne \| Bora-Hansgrohe \| 20 \| \| 2e \| Michał Kwiatkowski \| Pologne \| Sky \| 17 \| \| 3e \| Christopher Froome \| Royaume-Uni \| Sky \| 15 \| \| 4e \| Tony Martin \| Allemagne \| Katusha-Alpecin \| 13 \| \| 5e \| Daryl Impey \| Afrique du Sud \| Orica-Scott \| 11 \| \| 6e \| Alberto Contador \| Espagne \| Trek-Segafredo \| 10 \| \| 7e \| Nikias Arndt \| Allemagne \| Sunweb \| 9 \| \| 8e \| Rigoberto Urán \| Colombie \| Cannondale-Drapac \| 8 \| \| 9e \| Stefan Küng \| Suisse \| BMC Racing \| 7 \| \| 10e \| Sylvain Chavanel \| France \| Direct Énergie \| 6 \| \| 11e \| Jack Bauer \| Nouvelle-Zélande \| Quick-Step Floors \| 5 \| \| 12e \| Jasha Sütterlin \| Allemagne \| Movistar \| 4 \| \| 13e \| Nils Politt \| Allemagne \| Katusha-Alpecin \| 3 \| \| 14e \| Primož Roglič \| Slovénie \| Lotto NL-Jumbo \| 2 \| \| 15e \| Mikel Landa \| Espagne \| Sky \| 1 \| \| modifier \| \| \| \| \| |                    |                  |                   |          |
| Arrivée d'étape - Marseille (km 22,5) |                    |                  |                   |          |
| | Coureur            | Pays             | Équipe            | Point(s) |
| 1er | Maciej Bodnar      | Pologne          | Bora-Hansgrohe    | 20       |
| 2e | Michał Kwiatkowski | Pologne          | Sky               | 17       |
| 3e | Christopher Froome | Royaume-Uni      | Sky               | 15       |
| 4e | Tony Martin        | Allemagne        | Katusha-Alpecin   | 13       |
| 5e | Daryl Impey        | Afrique du Sud   | Orica-Scott       | 11       |
| 6e | Alberto Contador   | Espagne          | Trek-Segafredo    | 10       |
| 7e | Nikias Arndt       | Allemagne        | Sunweb            | 9        |
| 8e | Rigoberto Urán     | Colombie         | Cannondale-Drapac | 8        |
| 9e | Stefan Küng        | Suisse           | BMC Racing        | 7        |
| 10e | Sylvain Chavanel   | France           | Direct Énergie    | 6        |
| 11e | Jack Bauer         | Nouvelle-Zélande | Quick-Step Floors | 5        |
| 12e | Jasha Sütterlin    | Allemagne        | Movistar          | 4        |
| 13e | Nils Politt        | Allemagne        | Katusha-Alpecin   | 3        |
| 14e | Primož Roglič      | Slovénie         | Lotto NL-Jumbo    | 2        |
| 15e | Mikel Landa        | Espagne          | Sky               | 1        |
| modifier |                    |                  |                   |          |

## Classements à l'issue de l'étape

### Classement général
| \| Classement général \| Classement général \| Classement général \| Classement général \| Classement général \| \| Coureur \| Coureur \| Pays \| Équipe \| Temps \| \| ------------------ \| ------------------ \| ------------------ \| ------------------ \| ------------------ \| \| 1er \| Christopher Froome \| Royaume-Uni \| Team Sky \| 83 h 55 min 16 s \| \| 2e \| Rigoberto Urán \| Colombie \| Cannondale-Drapac \| + 54 s \| \| 3e \| Romain Bardet \| France \| AG2R La Mondiale \| + 2 min 20 s \| \| 4e \| Mikel Landa \| Espagne \| Team Sky \| + 2 min 21 s \| \| 5e \| Fabio Aru \| Italie \| Astana \| + 3 min 05 s \| \| 6e \| Dan Martin \| Irlande \| Quick-Step Floors \| + 4 min 42 s \| \| 7e \| Simon Yates \| Royaume-Uni \| Orica-Scott \| + 6 min 14 s \| \| 8e \| Louis Meintjes \| Afrique du Sud \| UAE Team Emirates \| + 8 min 20 s \| \| 9e \| Alberto Contador \| Espagne \| Trek-Segafredo \| + 8 min 49 s \| \| 10e \| Warren Barguil \| France \| Team Sunweb \| + 9 min 25 s \| |                    |                |                   |                  |
| |                    |                |                   |                  |
| Source : ProCyclingStats |                    |                |                   |                  |
| Classement général |                    |                |                   |                  |
| Coureur | Coureur            | Pays           | Équipe            | Temps            |
| 1er | Christopher Froome | Royaume-Uni    | Team Sky          | 83 h 55 min 16 s |
| 2e | Rigoberto Urán     | Colombie       | Cannondale-Drapac | + 54 s           |
| 3e | Romain Bardet      | France         | AG2R La Mondiale  | + 2 min 20 s     |
| 4e | Mikel Landa        | Espagne        | Team Sky          | + 2 min 21 s     |
| 5e | Fabio Aru          | Italie         | Astana            | + 3 min 05 s     |
| 6e | Dan Martin         | Irlande        | Quick-Step Floors | + 4 min 42 s     |
| 7e | Simon Yates        | Royaume-Uni    | Orica-Scott       | + 6 min 14 s     |
| 8e | Louis Meintjes     | Afrique du Sud | UAE Team Emirates | + 8 min 20 s     |
| 9e | Alberto Contador   | Espagne        | Trek-Segafredo    | + 8 min 49 s     |
| 10e | Warren Barguil     | France         | Team Sunweb       | + 9 min 25 s     |

### Classement par points
| Classement par points | Classement par points | Classement par points | Classement par points | Classement par points |
| Coureur               | Coureur               | Pays                  | Équipe                | Points                |
| --------------------- | --------------------- | --------------------- | --------------------- | --------------------- |
| 1er                   | Michael Matthews      | Australie             | Team Sunweb           | 364 pts               |
| 2e                    | André Greipel         | Allemagne             | Lotto-Soudal          | 204 pts               |
| 3e                    | Edvald Boasson Hagen  | Norvège               | Dimension Data        | 200 pts               |
| 4e                    | Sonny Colbrelli       | Italie                | Bahrain-Merida        | 163 pts               |
| 5e                    | Alexander Kristoff    | Norvège               | Katusha-Alpecin       | 158 pts               |
| 6e                    | Thomas De Gendt       | Belgique              | Lotto-Soudal          | 146 pts               |
| 7e                    | Christopher Froome    | Royaume-Uni           | Team Sky              | 133 pts               |
| 8e                    | Rigoberto Urán        | Colombie              | Cannondale-Drapac     | 106 pts               |
| 9e                    | Dan Martin            | Irlande               | Quick-Step Floors     | 106 pts               |
| 10e                   | Warren Barguil        | France                | Team Sunweb           | 100 pts               |

### Classement du meilleur jeune
| Classement général du meilleur jeune | Classement général du meilleur jeune | Classement général du meilleur jeune | Classement général du meilleur jeune | Classement général du meilleur jeune |
|                                      | Coureur                              | Pays                                 | Équipe                               | Temps                                |
| ------------------------------------ | ------------------------------------ | ------------------------------------ | ------------------------------------ | ------------------------------------ |
| 1er                                  | Simon Yates                          | Royaume-Uni                          | Orica-Scott                          | en 84 h 1 min 30 s                   |
| 2e                                   | Louis Meintjes                       | Afrique du Sud                       | UAE Emirates                         | + 2 min 6 s                          |
| 3e                                   | Emanuel Buchmann                     | Allemagne                            | Bora-Hansgrohe                       | + 27 min 7 s                         |
| 4e                                   | Tiesj Benoot                         | Belgique                             | Lotto-Soudal                         | + 35 min 50 s                        |
| 5e                                   | Guillaume Martin                     | France                               | Wanty-Groupe Gobert                  | + 47 min 38 s                        |
| 6e                                   | Pierre Latour                        | France                               | AG2R La Mondiale                     | + 1 h 6 min 29 s                     |
| 7e                                   | Lilian Calmejane                     | France                               | Direct Énergie                       | + 1 h 29 min 2 s                     |
| 8e                                   | Michael Valgren                      | Danemark                             | Orica-Scott                          | + 2 h 19 min 22 s                    |
| 9e                                   | Alexey Lutsenko                      | Kazakhstan                           | Astana                               | + 2 h 31 min 25 s                    |
| 10e                                  | Dylan Van Baarle                     | Pays-Bas                             | Cannondale-Drapac                    | + 2 h 40 min 57 s                    |
| modifier                             |                                      |                                      |                                      |                                      |

### Classement du meilleur grimpeur
| Classement du meilleur grimpeur | Classement du meilleur grimpeur | Classement du meilleur grimpeur | Classement du meilleur grimpeur | Classement du meilleur grimpeur |
| ------------------------------- | ------------------------------- | ------------------------------- | ------------------------------- | ------------------------------- |
|                                 | Coureur                         | Pays                            | Équipe                          | Point(s)                        |
| 1er                             | Warren Barguil                  | France                          | Sunweb                          | 169 points                      |
| 2e                              | Primož Roglič                   | Slovénie                        | Lotto NL-Jumbo                  | 80 pts                          |
| 3e                              | Thomas De Gendt                 | Belgique                        | Lotto-Soudal                    | 65 pts                          |
| 4e                              | Darwin Atapuma                  | Colombie                        | UAE Team Emirates               | 55 pts                          |
| 5e                              | Christopher Froome              | Royaume-Uni                     | Sky                             | 51 pts                          |
| 6e                              | Romain Bardet                   | France                          | AG2R La Mondiale                | 47 pts                          |
| 7e                              | Mikel Landa                     | Espagne                         | Sky                             | 45 pts                          |
| 8e                              | Bauke Mollema                   | Pays-Bas                        | Trek-Segafredo                  | 37 pts                          |
| 9e                              | Alberto Contador                | Espagne                         | Trek-Segafredo                  | 36 pts                          |
| 10e                             | Serge Pauwels                   | Belgique                        | Dimension Data                  | 32 pts                          |
| modifier                        |                                 |                                 |                                 |                                 |

### Classement par équipes
| Classement par équipes | Classement par équipes | Classement par équipes | Classement par équipes |
| Équipe                 | Équipe                 | Pays                   | Temps                  |
| ---------------------- | ---------------------- | ---------------------- | ---------------------- |
| 1re                    | Sky                    | Royaume-Uni            | 252 h 04 min 09 s      |
| 2e                     | AG2R La Mondiale       | France                 | + 7 min 14 s           |
| 3e                     | Trek-Segafredo         | États-Unis             | + 1 h 44 min 46 s      |
| 4e                     | BMC Racing Team        | États-Unis             | + 1 h 49 min 49 s      |
| 5e                     | Orica-Scott            | Australie              | + 1 h 52 min 21 s      |
| 6e                     | Movistar Team          | Espagne                | + 1 h 55 min 52 s      |
| 7e                     | Cannondale-Drapac      | États-Unis             | + 2 h 15 min 25 s      |
| 8e                     | Fortuneo-Oscaro        | France                 | + 2 h 18 min 18 s      |
| 9e                     | Lotto-Soudal           | Belgique               | + 2 h 28 min 18 s      |
| 10e                    | Astana                 | Kazakhstan             | + 2 h 28 min 39 s      |